# Michael Okeke
Michael Okeke (Manchester, 2005. október 16.– ) angol származású magyar korosztályos válogatott labdarúgó, a Manchester City utánpótlás játékosa.

## Pályafutása

### Klubcsapatokban
17 éves korában, 2023. július 8-án profi szerződést kötött vele a Manchester City.

### A válogatottban
2022 nyarán Németh Antal, a magyar utánpótlás válogatottak szakmai vezetője nyilatkozott Okekével kapcsolatban: "A középpályás édesanyja magyar, az édesapja nigériai. Ők maguk jelentkeztek, hogy szívesen lenne magyar válogatott a fiú." A magyar U18-as válogatottba 2022 őszén kapott először meghívót. Első mérkőzését október 18-án, Ausztria ellen játszotta (1–1). Az U19-es válogatottban 2023. augusztus 23-án, Románia ellen mutatkozott be (2–3). Már 18 évesen, 2023. novemberében meghívták az U21-es válogatottba, ahol végül 2024. szeptember 5-én, Szlovákia ellen debütált (1–2).